# Bojan Golli
Bojan Golli [bójan góli], slovenski fizik, * 1950, † 7. marec 2023.

## Življenje in delo
Golli je diplomiral leta 1973 na tedanji Fakulteti za naravoslovje in tehnologijo (FNT) Univerze v Ljubljani in leta 1977 tam magistriral. Doktoriral je na isti fakulteti z disertacijo Variacijski račun sipanja piona v modelu s pionskim oblakom okoli golega nukleona in delca delta pod mentorstvom Mitje Rosine.
Raziskoval je kiralne kvarkovske modele hadronov, zgradbo konstituentnega kvarka in elektroprodukcijo mezonov. Dolga leta je sodeloval z Rosino in Simonom Širco. Pomagal je uvajati predmet Modelska analiza. Bil je med slovenskimi pionirji rabe jezikov TeX in LaTeX. Bil je predsednik TeXCeHa,  slovenske skupine uporabnikov TeXa. Sodeloval je pri pripravah srednješolskih tekmovanj iz fizike in pripravah srednješolcev na fizikalne olimpijade. Bil je avtor in soavtor več zbirk nalog in učbenikov fizike.
Od leta 1994 je bil izredni profesor na Oddelku za fiziko in tehniko Pedagoške fakultete Univerze v Ljubljani, ter predstojnik Oddelka in predstojnik Katedre za fiziko in fizikalno izobraževanje, kjer se je tudi upokojil. Kot znanstveni sodelavec je bil član Odseka za teoretično fiziko F1 Instituta »Jožef Stefan« (IJS).
Leta 1983 je skupaj z Rosino, Normo Mankoč Borštnik in Mirjam Cvetič Krivec prejel nagrado Sklada Borisa Kidriča s področja naravoslovno-matematičnih ved za raziskave interakcije med nukleonoma in dibarionske resonance v kvarkovskem modelu.
Leta 2015 je prejel priznanje DMFA Slovenije.

## Izbrana bibliografija
- ——— (1973), »Črne luknje« [Black holes], Obzornik za matematiko in fiziko, 20 (2): 48–54, COBISS 6552153, ISSN 0473-7466

- ——— (1973). Približek za zvezo med entropijo in dvodelčno gostotno matriko (diplomsklo delo). Oddelek za fiziko, Fakulteta za naravoslovje in tehnologijo, Univerza v Ljubljani. COBISS 760420.

- ——— (1975), »Barvni kvarki«, Obzornik za matematiko in fiziko, 22 (6): 198–200, COBISS 6575705, ISSN 0473-7466

- ——— (1977). Novi pogoji za dvodelčno gostotno matriko (magistrsko delo). Oddelek za fiziko, Fakulteta za naravoslovje in tehnologijo, Univerza v Ljubljani. COBISS 1009508.

- ——— (1983). Variacijski račun sipanja piona v modelu s pionskim oblakom okoli golega nukleona in delca delta (disertacija delo). Oddelek za fiziko, Fakulteta za naravoslovje in tehnologijo, Univerza v Ljubljani. COBISS 6251781.

- Batagelj, Vladimir; ——— (1990), TEX : povabilo v TEX, LATEX, BIBTEX, PICTEX, (Učbeniki in priročniki), Ljubljana: Društvo matematikov, fizikov in astronomov Slovenije, COBISS 2327591

- ——— (1991), Kvarkovski modeli hadronov, (Zbirka izbranih poglavij iz fizike), zv. 24, Ljubljana: Društvo matematikov, fizikov in astronomov Slovenije, COBISS 24695808

- Trontelj, Zvonko; ——— (2016), »Profesor Mitja Rosina - osemdesetletnik«, Obzornik za matematiko in fiziko, 63 (1): 30–33, COBISS 11014217, ISSN 0473-7466 – prek dLib.si